# Psychotria enanilihensis
Psychotria enanilihensis är en måreväxtart som beskrevs av Cornelis Eliza Bertus Bremekamp. Psychotria enanilihensis ingår i släktet Psychotria och familjen måreväxter. Inga underarter finns listade i Catalogue of Life.